# Mondragonská družstevní korporace
Mondragonská družstevní korporace (španělsky Corporación Mondragon) je španělská firma fungující podle zásad kooperativismu, sídlící v baskickém městě Mondragón. Založil ji roku 1956 katolický kněz José Maria Arizmendiarrieta jako malou továrnu na topná tělesa, která se postupně rozrostla v kolos se sto padesáti divizemi, který má přes 80 tisíc zaměstnanců a je sedmou největší společností ve Španělsku. Zabývá se převážně výrobou komponentů pro automobily a bílou techniku.

## Družstvo
Mondragón je založen na principu zaměstnaneckého spoluvlastnictví. Důraz je kladen na vzdělávání zaměstnanců, demokratické rozhodování o výrobním programu, co nejmenší rozdíly ve mzdách a kvalitní sociální zabezpečení. Samospráva pracujících zvýšila motivaci zaměstnanců a jejich pocit zodpovědnosti, takže Mondragón vykazoval vyšší produktivitu práce než klasické hierarchicky řízené podniky. V roce 2009 byla společnost v důsledku hospodářské krize nucena sáhnout ke snižování stavu – losem byli určeni pracovníci, kteří zůstali doma a pobírali osmdesát procent platu.